# Episodi di CSI: NY (seconda stagione)
La seconda stagione della serie televisiva CSI: NY è stata trasmessa negli Stati Uniti dal 28 settembre 2005 al 17 maggio 2006 su CBS.
In Italia la stagione è stata trasmessa dall'11 gennaio al 29 marzo 2007 su Italia 1, tranne per l'episodio Caccia all'uomo (Manhattan Manhunt), trasmesso il 15 settembre 2006 insieme all'omonimo episodio della quarta stagione di CSI: Miami (titolo originale Felony Flight) perché ne è il seguito. I due episodi costituiscono quindi un crossover.
| nº | Titolo originale                | Titolo italiano            | Prima TV USA      | Prima TV Italia   |
| -- | ------------------------------- | -------------------------- | ----------------- | ----------------- |
| 1  | Summer in the City              | Estate in città            | 28 settembre 2005 | 11 gennaio 2007   |
| 2  | Grand Murder at Central Station | Delitto alla stazione      | 5 ottobre 2005    | 11 gennaio 2007   |
| 3  | Zoo York                        | Cadavere allo zoo          | 12 ottobre 2005   | 18 gennaio 2007   |
| 4  | Corporate Warriors              | Scacco matto               | 19 ottobre 2005   | 18 gennaio 2007   |
| 5  | Dancing With the Fishes         | Ballando con i pesci       | 26 ottobre 2005   | 25 gennaio 2007   |
| 6  | Youngblood                      | Sangue giovane             | 2 novembre 2005   | 25 gennaio 2007   |
| 7  | Manhattan Manhunt               | Caccia all'uomo            | 9 novembre 2005   | 15 settembre 2006 |
| 8  | Bad Beat                        | Un brutto colpo            | 16 novembre 2005  | 1º febbraio 2007  |
| 9  | City of the Dolls               | La città delle bambole     | 23 novembre 2005  | 1º febbraio 2007  |
| 10 | Jamalot                         | Vittoria ad ogni costo     | 30 novembre 2005  | 8 febbraio 2007   |
| 11 | Trapped                         | Intrappolato               | 14 dicembre 2005  | 8 febbraio 2007   |
| 12 | Wasted                          | Inutile sacrificio         | 18 gennaio 2006   | 15 febbraio 2007  |
| 13 | Risk                            | Il rischio                 | 25 gennaio 2006   | 15 febbraio 2007  |
| 14 | Stuck on You                    | Incollata a te             | 1º febbraio 2006  | 22 febbraio 2007  |
| 15 | Fare Game                       | Il prezzo del gioco        | 22 febbraio 2006  | 22 febbraio 2007  |
| 16 | Cool Hunter                     | Cacciatore a sangue freddo | 8 marzo 2006      | 1º marzo 2007     |
| 17 | Necrophilia Americana           | Uno sport pericoloso       | 22 marzo 2006     | 1º marzo 2007     |
| 18 | Live or Let Die                 | Vivi o lascia morire       | 29 marzo 2006     | 8 marzo 2007      |
| 19 | Super Men                       | Super uomini               | 12 aprile 2006    | 8 marzo 2007      |
| 20 | Run Silent, Run Deep            | Fino in fondo              | 19 aprile 2006    | 15 marzo 2007     |
| 21 | All Access                      | Libero accesso             | 26 aprile 2006    | 15 marzo 2007     |
| 22 | Stealing Home                   | Tra le mura domestiche     | 3 maggio 2006     | 22 marzo 2007     |
| 23 | Heroes                          | Eroi                       | 10 maggio 2006    | 22 marzo 2007     |
| 24 | Charge of This Post             | La sentinella              | 17 maggio 2006    | 29 marzo 2007     |

## Estate in città
- Titolo originale: Summer in the City
- Diretto da: David Von Acken
- Scritto da: Pam Veasey

### Trama
A New York è una torrida estate e c'è molto lavoro per gli uomini della polizia scientifica diretti da Mac Taylor. Hawkes ha lasciato i tavoli dell'obitorio per lavorare sul campo insieme alla squadra investigativa e, insieme a Mac, si trova a dovere indagare sulla morte di uno scalatore di grattacieli caduto durante una sua performance. Hawkes e Mac scoprono che è stato testimone involontario di un omicidio su commissione e alla fine catturano mandante e sicario anche grazie all'aiuto di una zanzara. Bonasera e Messer, invece, indagano sull'omicidio di un noto gioielliere e stilista che ha creato un reggiseno in diamanti. Infine Burn è alle prese con un vecchio caso irrisolto di stupro, che viene riaperto in quanto la vittima sostiene di essere stata nuovamente violentata dallo stesso aggressore.
- Altri interpreti: Ron Yuan, David Julian Hirsh, Peter Dobson, Jamie Elman, Alla Korot, Tom Schanley, Elizabeth Bennett, Amy Stewart, Mark Aiken

## Delitto alla stazione
- Titolo originale: Grand Murder at Central Station
- Diretto da: Scott Lautanen
- Scritto da: Zachary Reiter

### Trama
Mac e Hawkes indagano sull'omicidio di un chirurgo plastico, ucciso con una soda gastrica sul viso nella stazione, durante le ore di punta, e scoprono che i sospetti abbondano da quando la vittima ha intentato azioni legali con pazienti che lo hanno denunciato per milioni. Nel frattempo Bonasera e Messer indagano sull'omicidio di una non vedente, e Bonasera chiede aiuto a uno scultore per aiutarla con l'identikit dell'assassino. Infine Mac licenzia Burn perché non è in grado di incastrare uno stupratore seriale.
- Altri interpreti: Ron Yuan, David Julian Hirsh, Ed Quinn, Todd Stashwick, Paul Wesley, Larry Poindexter, Jay Kenneth Johnson, Lauren Bowles, Francis Guinan, Casey McCarthy, Aria Wallace, Steve Paymer, Leroy Edward III

## Cadavere allo zoo
- Titolo originale: Zoo York
- Diretto da: Norberto Barba
- Scritto da: Peter M. Lenkow e Timothy J. Lea

### Trama
Mac e Messer indagano sulla strana morte di un uomo, sbranato da una tigre siberiana allo zoo del Bronx. Già dal primo sopralluogo Mac si rende conto che non si tratta di un incidente, ma che l'uomo è stato gettato nella gabbia. Nelle indagini Mac viene coadiuvato dalla sostituta di Burn, Lindsay Monroe, originaria del Montana. Nel frattempo Bonasera e Sheldon indagano sull'omicidio di una giovane debuttante, uccisa in un luna park poche ore prima del suo debutto nel ballo.
- Altri interpreti: Ron Yuan, David Julian Hirsh, Peter Onorati, Joel Brooks, Rebecca Staab, Lesli Kay, Gary Wolf, Michelle Ewin, Andrew Fiscella

## Scacco matto
- Titolo originale: Corporate Warriors
- Diretto da: Rob Bailey
- Scritto da: Andrew Lipsitz

### Trama
Mac, Bonasera e la nuova arrivata Monroe indagano su due omicidi, che inizialmente non erano connessi, ma si scopre che sono collegati a una vendetta. Invece Messer e Hawkes indagano sull'omicidio di un ragazzo ucciso con la “spada” di un pesce spada.
- Altri interpreti: Ron Yuan, Paul Schulze, Lory Petty, Tony Schiena, Katheryn Winnick, Karen Gregan, Javier Picayo

## Ballando con i pesci
- Titolo originale: Dancing With the Fishes
- Diretto da: John Peters
- Scritto da: Eli Talbert

### Trama
Mac, Bonasera e Flack indagano sull'omicidio di una ballerina che aveva vinto recentemente la lotteria, quando si rendono conto che la sua morte è collegata al caso su cui sta indagando Monroe e che riguarda l'omicidio di un operatore di un tram. Messer e Hawkes indagano sull'omicidio di un commerciante di pesce il cui figlio frequenta una scuola privata.
- Altri interpreti: Robert Joy, Barbara Tarbuck, Chris Ellis, Rhys Coiro, Nick Paonessa, Maxine Bahns, Chastity Dotson, Kevin Fry-Bowers, Julia Rose, Ron Lester, Sarah M. Scott

## Sangue giovane
- Titolo originale: Youngblood
- Diretto da: Steven DePaul
- Scritto da: Timothy J. Lea

### Trama
Mac, Messer, Flack e Monroe indagano sull'omicidio di un uomo d'affari, giungendo a un'agenzia in cui alcune minorenni fanno degli incontri sessuali con uomini adulti. Bonasera e Hawkes indagano sulla morte dovuto a una reazione allergica da parte di un ragazzo, ma scoprono che stava fingendo di essere quello che non era.
- Altri interpreti: Robert Joy, Jordan Bridges, Christopher Cousins, Christopher Grove, Kristen Renton, Skyler Stone, Ryan Carnes, Julie Mond, Holly Valance, Ross McCall, Michelle Carr

## Caccia all'uomo
- Titolo originale: Manhattan Manhunt
- Diretto da: Rob Bailey
- Scritto da: Anthony E. Zuiker, Ann Donahue, Elizabeth Devine

### Trama
Mac torna a New York con Horatio Caine, capo della scientifica di Miami, per seguire il serial killer Henry Darius fino a New York. Però l'assassino compie altri sei omicidi in casa di una ragazza. Mac scopre che il killer è il figlio illegittimo del padre della ragazza.
- Altri interpreti: Kat Dennings, Rick Hoffman, Peyton List, Robin Lively, Carlos Leon, Evan Parke
- Special Guest: David Caruso, Michael Gross, James Badge Dale
- Nota. Questo episodio conclude un crossover con CSI: Miami che inizia con l'episodio omonimo della serie sorella.

## Un brutto colpo
- Titolo originale: Bad Beat
- Diretto da: Duane Clark
- Scritto da: Zachary Reiter

### Trama
Mac e Bonasera indagano sull'omicidio di un giocatore di poker avvenuta durante una partita a poker, dopo aver trovato il baro che aveva determinato una rissa. Messer e Hawkes indagano sull'omicidio di una meteorologa rampante della TV, scoprendo che la causa della morte non è quella che avevano pensato all'inizio.
- Altri interpreti: Robert Joy, Melinda Page Hamilton, A.J. Buckley, Adam Nelson, Lochlyn Munro, Heather McComb, Michael Gilio, Troy Blendell, Oliver Macready, Agim Kaba, Dan Milder, Tony Daly, John Colella

## La città delle bambole
- Titolo originale: City of the Dolls
- Diretto da: Norberto Barba
- Scritto da: Pam Veasey

### Trama
Mac, Messer e Monroe indagano sull'omicidio di un proprietario di una casa delle bambole, trovato con una bambola stretta tra le mani. La stanza mostra segni di lotta e le bambole sono sparse su tutto il pavimento. Mac crede che la bambola che il proprietario aveva in mano potrebbe essere la chiave per risolvere il delitto. Bonasera, Flack e Hawkes indagano sulla morte per avvelenamento di una cameriera malata di cancro, trovata senza vita nel suo appartamento.
- Guest star: Robert Joy
- Altri interpreti: Kelly Hu, Brian Gant, Kate Norby, Aimee Garcìa, Victor McCay, Leila Arcieri, Stephanie Marie Baker, Kristina Anapau, Owen Beckman, Helena Mattsson, Madison Davenport

## Vittoria ad ogni costo
- Titolo originale: Jamalot
- Diretto da: Jonathan Glassner
- Scritto da: Andrew Lipsitz

### Trama
Mac, Bonasera, Monroe e Flack indagano sull'omicidio di una giocatrice di roller femminile, avvenuta durante un derby. L'autopsia rivela che la donna è morta per un collasso dei suoi organi interni, provocato da un veleno. Intanto Messer e Hawkes indagano sull'omicidio di uno scrittore, in cui il suo corpo sono piene di scritte in inchiostro invisibile, che si rivelano poi essere l'epilogo del romanzo inedito dello scrittore.
- Altri interpreti: Robert Joy, Robert Mailhouse, Mia Sara, Shawn Christian, Jenna Gering, Eric Lange, Emma Bates, Noa Tishby, David Starzyk, Tony Pasqualini, Derek Hughes, Matthew Frauman, Cameron Goodman

## Intrappolato
- Titolo originale: Trapped
- Diretto da: James Whitmore Jr.
- Scritto da: Peter M. Lenkov

### Trama
Bonasera, Messer e Flack indagano sull'omicidio di un eccentrico multimilionario trovato all'interno di una stanza blindata in cui nessuno aveva accesso. Mentre Messer sta eseguendo i rilievi del sopralluogo chiude inavvertitamente la stanza e rimane intrappolato dentro. Dall'altra parte Mac, Monroe e Hawkes indagano sull'omicidio di una spogliarellista, uccisa dall'impatto con un potentissimo riflettore che le ha provocato un trauma da ustione mortale.
- Altri interpreti: Jonah Lotan, Wayne Duvall, Alexandra Barreto, Val Lauren, Vince Grant, John Eric Bentley, Ryan Alosio, Dylan Tays

## Inutile sacrificio
- Titolo originale: Wasted
- Diretto da: Jeff T. Thomas
- Scritto da: Bill Haynes e Pam Veasey

### Trama
Mac, Messer e Hawkes indagano sulla morte accidentale di una modella, avvenuta durante una sfilata di costumi da bagno. Ma, quando una seconda modella viene uccisa, i tre credono a qualcosa di più sinistro. Nel frattempo Bonasera, Flack e Monroe iniziano un'indagine quando un malato terminale confessa di avere ucciso un medico.
- Altri interpreti: Robert Joy, A.J. Buckley, Sam Littlefield, Kelly Overton, Lee Burns, Will McCormack, Kristin Proctor, Mark Steines, Claudia Mason

## Il rischio
- Titolo originale: Risk
- Diretto da: Rob Bailey
- Scritto da: John Dove e Anthony E. Zuiker

### Trama
Danny rientra a casa dopo un lungo turno di lavoro e scopre il corpo di un surfista morto mentre stava facendo "surf" sulla metropolitana. Mac e Monroe arrivano poco tempo dopo sulla scena e cercano subito di capire se l'uomo è deceduto mentre stava in equilibrio sopra il vagone della metropolitana. I sospetti aumentano quando i due esaminano il cadavere del surfista molto più approfonditamente. Nel frattempo Bonasera e Hawkes indagano sulla morte di un agente di borsa trovato appeso a un cavo del telefono dalla finestra del quarantesimo piano.
- Altri interpreti: Robert Joy, A.J. Buckley, Mark Famiglietti, John Billingsley, John Enos, Rick Pasqualone, Christian Svensson, Trevor Wright, Danny Gil, Sandra McCoy

## Incollata a te
- Titolo originale: Stuck on You
- Diretto da: Jonathan Glassner
- Scritto da: Eli Talbert e Timothy J. Lea

### Trama
Mac, Bonasera e Hawkes indagano sull'attentato al miliardario inglese e a una modella con cui si era appartato, avvenuto durante una mostra per un artista del mosaico. Messer e Monroe indagano sull'omicidio di un uomo che attaccava manifesti trovato con la colla in faccia.
- Altri interpreti: Robert Joy, Ed Quinn, Cameron Dye, Gonzalo Menendez, Jonathan Cherry, Shelly Cole, CJ Thomason, Mark Deklin, Rochelle Aytes

## Il prezzo del gioco
- Titolo originale: Fare Game
- Diretto da: Kevin Dowling
- Scritto da: Zachary Reiter e Peter M. Lenkov

### Trama
Mac, Hawkes e Monroe indagano sull'omicidio di un assistente del procuratore distrettuale, che li conduce in uno strano gioco che coinvolge varie persone importanti di New York. Invece Messer, Bonasera e Flack indagano sull'omicidio di una donna, morta per soffocamento, arrivando a uno chef al quale, qualche anno prima, la vittima aveva fatto causa per via del cibo servito nel ristorante dell'uomo, rovinando la sua carriera.
- Guest star: Wayne Knight, Kelly Hu
- Altri interpreti: Robert Joy, Tim Guinee, Sprague Grayden, Kevin Rahm, A.J. Buckley, Benny Nieves, Rance Howard, Kyle Davis, William Abadie, Sammi Hanratty

## Cacciatore a sangue freddo
- Titolo originale: Cool Hunter
- Diretto da: Norberto Barba
- Scritto da: Daniele Nathanson

### Trama
Mac, Monroe e Flack indagano sulla donna trovata nella cisterna posta sul tetto di un palazzo. Tutte le prove puntano a un medico che vive nell'edificio, ma si scopre che nel palazzo da tempo ci sono state sei morti sospette. Nel frattempo, nel quartiere di Washington Heights, Bonasera, Messer e Hawkes indagano sull'omicidio di uno sviluppatore urbano legato a un palo con una catena. Le indagini li portano a contatto con il mondo dei cacciatori di stile.
- Altri interpreti: Robert Joy, Nick Offerman, Michael DeLorenzo, Daniella Alonso, Brian Bloom, Bryan Dattilo

## Uno sport pericoloso
- Titolo originale: Necrophilia Americana
- Diretto da: Steven DePaul
- Scritto da: Andrew Lipsitz

### Trama
Mac, Bonasera, Monroe e Hawkes indagano sull'omicidio di una custode di un museo, in cui un bambino è testimone oculare dell'omicidio, ma decide di non raccontare a nessuno ciò che è accaduto. Nel frattempo Messer e Flack si occupano dell'omicidio di un golfista avvenuto in un cantiere edile. Il primo sospettato della morte della donna è il presunto padre del bambino, ma dalle analisi Mac e Bonasera scoprono che, in realtà, non c'è nessun tipo di legame di sangue tra i due.
- Guest star: Sonya Walger
- Altri interpreti: Robert Joy, Vincent Young, Marina Black, Vincent Guastaferro, Rey Gallegos, Anna Carolina Arias, Adam Clark, John Prosky

## Vivi o lascia morire
- Titolo originale: Live or Let Die
- Diretto da: Rob Bailey
- Scritto da: Pam Veasey, Michael Daly e Gary Sinise

### Trama
La vita di un paziente in attesa di trapianto è in pericolo quando l'elicottero che stava trasportando il suo nuovo fegato per l'imminente intervento è stato dirottato. La squadra di Mac lotta contro il tempo per ritrovare il velivolo e i ladri. Mac e Hawkes indagano sull'omicidio di un uomo che è stato gettato da un elicottero e scoprono che è collegato al furto dell'organo. Bonasera e Monroe indagano sull'omicidio di una cameriera che aveva avuto relazioni sessuali per telefono.
- Guest star: Joel Gretsch
- Altri interpreti: Robert Joy, Seamus Dever, Gill Gayle, Ian Reed Kesler, James Stevenson, Billy Miller

## Super uomini
- Titolo originale: Super Men
- Diretto da: Steven DePaul
- Scritto da: Peter M. Lenkov e Pam Veasey

### Trama
Mac, Bonasera e Hawkes indagano sulla strana morte di un uomo vestito con un costume da supereroe, ma si scopre che la vittima aveva appena salvato un uomo da un tentativo di rapina e ritrovano i vestiti della vittima all'interno di una cabina telefonica. Monroe e Messer indagano sull'omicidio di un promettente campione di football soprannominato “Superman”.
- Guest star: Jonah Lotan
- Altri interpreti: Robert Joy, A. J. Buckley, Michael Cudlitz, David Aaron Baker, Wolfgang Bodison, Rodney Eastman, Kevin Chamberlin, Terrell Clayton, Affion Crockett, Kevontay Jackson, Dick Emberg, Eugene Glazer, Scott Alan Smith, Parisa Fitz-Henley

## Fino in fondo
- Titolo originale: Run Silent, Run Deep
- Diretto da: Rob Bailey
- Scritto da: Anthony E. Zuiker

### Trama
Mac, Monroe e Hawkes indagano sull'omicidio di un giovane e scoprono che l'omicidio è collegato al leader della banda Tanglewood Boys. Nel frattempo Bonasera e Messer indagano sull'omicidio di un banchiere, ma scoprono che è collegato al caso su cui stanno indagando Mac e gli altri.
- Guest star: Michael DeLuise
- Altri interpreti: Robert Joy, Jennifer Elise Cox, Ed Quinn, Jonathan Penner, Bruce MacVittie, A. J. Buckley, Casey Siemaszko, Neill Barry, Larry Joshua, Larry Romano

## Libero accesso
- Titolo originale: All Access
- Diretto da: Norberto Barba
- Scritto da: Timothy J. Lea e Anthony E. Zuiker

### Trama
Mac e Monroe sono costretti a interrogare la rock star Kid Rock quando, nel corso di un'indagine, si scopre che l'uomo è l'ultima persona ad avere visto vivo l'autista della sua limousine. Nel frattempo Bonasera viene aggredita e tenuta prigioniera nel suo appartamento. Quando riesce a liberarsi, dopo una colluttazione con il suo aggressore, gli spara al petto tre colpi uccidendolo. Mac e Flack riescono a dimostrare la legittima difesa.
- Guest star: Kid Rock
- Altri interpreti: Robert Joy, Ed Quinn, Evan Helmut, Leslie-Anne Huff, Ori Pfeffer, Caroline Cole

## Tra le mura domestiche
- Titolo originale: Stealing Home
- Diretto da: Oz Scott
- Scritto da: Zachary Reiter

### Trama
Due donne sostengono di essere entrambe la moglie di un uomo che è appena stato ucciso; il caso è studiato da Mac, Bonasera e Hawkes. Nel frattempo Messer e Monroe indagano sulla morte di una giovane donna, ritrovata vestita da sirena nelle acque del porto.
- Guest star: Jason Beghe
- Altri interpreti: Robert Joy, A. J. Buckley, Paul Hipp, Deirdre Quinn, Deanna Russo, Jason Brooks, Mccaleb Burnett, Billy Gallo

## Eroi
- Titolo originale: Heroes
- Diretto da: Anthony Hemingway
- Scritto da: Eli Talbert

### Trama
Mac e Messer indagano sull'omicidio di un caporale dei marine, ma alcuni particolari inerenti alla morte dell'uomo sono piuttosto oscuri. Bonasera, Monroe e Hawkes indagano su un cadavere carbonizzato in una macchina e Sid scopre che il corpo è quello di una donna. Dopo un'approfondita indagine Hawkes scopre che si tratta del cadavere della loro ex collega Aiden Burn.
- Guest star: Vanessa Ferlito
- Altri interpreti: Robert Joy, Sam Trammell, Candice Coke, Alison Folland, Joaquin Perez Campbell, Charlie Weber, Chad Williams, Chadwick Boseman

## La sentinella
- Titolo originale: Charge of This Post
- Diretto da: Rob Bailey
- Scritto da: Timothy J. Lea

### Trama
Mac affronta il suo passato e in modo particolare quando, nel 1983, lasciò morire un compagno marine a Beirut. Nel frattempo la squadra cerca di prevedere la prossima mossa di un folle dinamitardo.
- Guest star: Eion Bailey, Sonya Walger
- Altri interpreti: Robert Joy, Tembi Locke, Steve Braun, Marc Casabani